# David Vetrov
David Iacovlevici Vetrov (nume real: Fiksman; în rusă Давид Яковлевич Ветров; n. 22 iunie 1913, Chișinău, Imperiul Rus – d. 22 noiembrie 1952, Chișinău, RSS Moldovenească, URSS) a fost un evreu basarabean, poet, prozator și publicist sovietic moldovean.

## Biografie
S-a născut la 22 iunie 1913 în Chișinău, într-o familie evreiască înstărită de meșteșugari. Era văr primar cu poetul Dovid Knut (Fiksman), cu care a întreținut o corespondență. A absolvit Facultatea de Științe Naturale a Universității din Toulouse (Franța) în 1933 și Facultatea de Tehnologie a Universității din Iași din România.
A debutat în presa română în anul 1937.
După 1940, odată cu anexarea Basarabiei de către URSS, s-a întors la Chișinău, unde s-a dedicat activității literare și publicistice în limbile moldovenească și rusă. În timpul celui de-al doilea război mondial, a lucrat la Comitetul Radiofonic Moldovenesc din Moscova.
A decedat la 22 noiembrie 1952, la Chișinău. Potrivit informațiilor disponibile, moartea sa a fost cauzată de probleme grave de sănătate. În ultimii ani ai vieții, Vetrov se confrunta cu dificultăți semnificative, inclusiv lipsa unei alimentații adecvate și acces limitat la îngrijiri medicale corespunzătoare. Într-un gest rar pentru acea perioadă, artistul plastic Alexei Vasiliev l-a ajutat să obțină o trimitere într-un sanatoriu din Simeiz, Crimeea, în 1950.

## Activitate literară
David Vetrov a fost un important promotor al literaturii clasice și contemporane ruse în RSS Moldovenească, publicând articole despre opera lui A. S. Pușkin, M. Iu. Lermontov, A. M. Gorki, V. V. Maiakovski, S. A. Esenin și alții. Aceste lucrări au fost reunite postum în volumul în limba moldovenească Portrete literare (Портрете литерарэ, 1962).
În limba rusă, Vetrov a publicat volumele de poezii:
- Primele raze (1941),
- Drumul spre Moldova (1946),
- Prietenia (1949),

iar volumul postum Poezii din diferiți ani a apărut în 1965.
În limba română a publicat mai multe cărți pentru copii:
- Nicușor Sîrbu (1947, cu reeditări; ediția rusă – 1982),
- Șapte povestiri (1950),
- Băiatul din Florența (1951),
- Prietenii pornesc la drum (1952, despre "lupta basarabenilor pentru reunificarea cu URSS"[6]) și altele.[7]

Volumul Drumul spre Moldova a fost aspru criticat de președintele Uniunii Scriitorilor din RSS Moldovenească, I. I. Canna, care l-a considerat „împănat cu individualism, pesimism, palavrageală, eseninism” (1946). Cei doi au fost vecini în același imobil din strada Inzov, nr. 6, Chișinău. În 1946, Canna cerea eliminarea lui Vetrov și a lui George Meniuc din literatura sovieto-moldovenească, pe motiv că "ar avea influențe burgheze". În 1949, Vetrov a fost marginalizat, deși același Canna i-a luat de data aceasta apărarea.
Creația lui Vetrov a fost marcată de realism socialist și proletcultism, fiind aservită regimului sovietic.

## Lucrări
- Drumul spre Moldova: poezii din anii 1941–1945. Chișinău: Editura de Stat a Moldovei, 1946.
- Nicușor Sîrbu: povestiri pentru copii. Chișinău: Editura de Stat a Moldovei, 1947; reeditări: Școala Sovietică (1953), Lumina (1971, 1977); în rusă cu ilustrații de Eduard Maidenberg — Chișinău: Literatura Artistică, 1982.
- Prietenia: poezii. Chișinău: Editura de Stat a Moldovei, 1949.
- Șepte povestiri. Chișinău: Școala Sovietică, 1950.
- Băiatul din Florența. Chișinău: Școala Sovietică, 1951.
- Prietenii pornesc la drum. Chișinău: Școala Sovietică, 1952; versiune în limba rusă: Prietenii pornesc la drum (trad. Lev Cezza), ilustrații de Leonid Grigorașenco, 1955.
- Portrete literare. Red. S. Cibotaru. Chișinău: Cartea Moldovenească, 1962.
- Poezii din diferiți ani (alcătuit de L. A. Cezza). Chișinău: Cartea Moldovenească, 1964.